# World Games 2025/Teilnehmer (Elfenbeinküste)
| Gelbes Symbol für Goldmedaillen mit stilisierten Olympischen Ringen | Graues Symbol für Silbermedaillen mit stilisierten Olympischen Ringen | Braundes Symbol für Bronzemedaillen mit stilisierten Olympischen Ringen |
| ------------------------------------------------------------------- | --------------------------------------------------------------------- | ----------------------------------------------------------------------- |
| —                                                                   | —                                                                     | —                                                                       |

Die Elfenbeinküste nahm an den World Games 2025 mit einem Athleten teil.

## Teilnehmer nach Sportarten

### Jiu Jitsu
| Athleten    | Wettbewerb      | Vorrunde              | Vorrunde | Halbfinale    | Halbfinale    | Finale/Platz 3 | Finale/Platz 3 | Rang |
| Athleten    | Wettbewerb      | Gegner                | Erg.     | Gegner        | Erg.          | Gegner         | Erg.           | Rang |
| ----------- | --------------- | --------------------- | -------- | ------------- | ------------- | -------------- | -------------- | ---- |
| Männer      |                 |                       |          |               |               |                |                |      |
| Yoro Ephrem | Fighting –77 kg | Lucas Andersen        | 1:6      | ausgeschieden | ausgeschieden | ausgeschieden  | ausgeschieden  | 5    |
| Yoro Ephrem | Fighting –77 kg | Nursultan Dujsenkulow | 7:15     | ausgeschieden | ausgeschieden | ausgeschieden  | ausgeschieden  | 5    |